# Chammat Tewerja
Chammat Tewerja (hebr. חמת טבריה) – park narodowy obejmujący park archeologiczny starożytnego miasta, położony nad Jeziorem Tyberiadzkim na północy Izraela.

## Położenie
Park archeologiczny znajduje się na wysokości 209 metrów p.p.m. na południowo-zachodnim wybrzeżu Jeziora Tyberiadzkiego, w depresji Doliny Jordanu na północy Izraela. W odległości 2,5 km na północny zachód znajduje się miasto Tyberiada. Okoliczne zbocza stromo wznoszą się w kierunku zachodnim na górę Har Menor (240 m n.p.m.). Ze zboczy spływają strumienie Chammat i Menorim.

## Historia
Około 18 roku zostało założone przez króla Heroda Antypasa pobliskie miasto Tyberiada. Było ono ówczesną stolicą Galilei. Jakiś czas później w jej sąsiedztwie powstało niezależne miasto Chammat. Po upadku w 135 roku powstania Bar-Kochby osiedliło się tutaj wielu słynnych żydowskich rabinów. Chammat Tewerja słynęło z gorących źródeł, których lecznicze właściwości były znane już w starożytności. Z tego powodu wybudowano tutaj łaźnie i baseny kąpielowe. Na przełomie II i III wieku wzniesiono tutejszą synagogę. W IV wieku wybudowano drugą synagogę. Arabski podróżnik i geograf Al-Mukaddasi odwiedził w 985 roku Tyberiadę i opisał ją jako „stolicę Prowincji Jordanii i miasto w Dolinie Kanaan ... Miasto jest wąskie, gorące latem i niezdrowe ... Jest tu osiem gorących łaźni z niezliczonymi basenami wrzącej wody, w których nie potrzeba wykorzystywać paliwa. Na rynku stoi duży i dobry meczet”. W 1033 roku Tyberiadę zniszczyło trzęsienie ziemi. Prawdopodobnie równocześnie zniszczeniu uległo Chammat Tewerja, które następnie zostało zapomniane.
Gdy w 1920 roku prowadzono prace budowlane przy budowie drogi z Tyberiady na południe wzdłuż brzegów jeziora Tyberiadzkiego, natrafiono na starożytne ruiny. Odkryty grecki napis na mozaice podłogowej wskazywał, że są to ruiny synagogi z Hamat Tiberias. Prace wykopaliskowe rozpoczął rok później Nachum Slouschz. Były to pierwsze żydowskie prace archeologiczne prowadzone w Brytyjskim Mandacie Palestyny. Dla ochrony parku archeologicznego i unikalnego zespołu gorących źródeł, utworzono Park Narodowy Chamat Tiberias.

## Park narodowy
Główną atrakcją parku Narodowego są gorące źródła. W tym miejscu z ziemi wybija siedemnaście gorących źródeł. Już w starożytności odkryto ich lecznicze oraz wzmacniające właściwości. Naturalne termalne źródła koją schorzenia reumatyczne i mięśniowe. Ze źródeł wydobywają się wody bogate w związki siarki, chlorowodorku i soli wapiennych, które mają świetne działanie lecznicze w schorzeniach takich, jak reumatyzm i artretyzm, a także zaburzenia układu nerwowego i rozrodczego. Wybudowano tutaj piękne i godne odwiedzenia łaźnie. Lista dostępnych zabiegów jest bardzo bogata, ale zarazem bardzo droga. Znajduje się jednak bardzo wielu chętnych, którzy spędzają długie godziny na leczniczych seansach w zasiarczonej wodzie.
Park archeologiczny obejmuje pozostałości dwóch synagog z mozaikami podłogowymi.

### Turystyka
Czas zwiedzania parku wynosi około 1 godziny. Przy wejściu jest Hammam Suleiman Museum.